# Eulophia milnei
Eulophia milnei är en orkidéart som beskrevs av Heinrich Gustav Reichenbach. Eulophia milnei ingår i släktet Eulophia och familjen orkidéer. Inga underarter finns listade i Catalogue of Life.